# John Spencer-Churchill, 7:e hertig av Marlborough
John Spencer-Churchill, 7:e hertig av Marlborough, född 2 juni 1822 på Garboldisham Hall i Norfolk, död 4 juli 1883 i Mayfair i London, var en brittisk ädling.

## Biografi
John Spencer-Churchill var konservativ parlamentsledamot 1844–1845 och 1847–1857. Han utnämndes till jur. hedersdoktor av universitetet i Oxford 1853. Han utnämndes till Kronrådet 1866 och fungerade som Irlands lordlöjtnant (vicekung) 1876–1880.

### Familj
Spencer-Churchill gifte sig 1843 i London med Lady Frances Vane (1822–1899), dotter till Charles William Vane, 3:e markis av Londonderry.
Barn:
- George Spencer-Churchill, 8:e hertig av Marlborough (1844–1892); gift första gången 1869 med lady Albertha Frances Anne Hamilton (1847–1932) (skilda 1883); gift andra gången 1888 med Lilian Warren Price (d. 1909)
- Lord Frederick John Winston (1846–1850)
- Lady Cornelia Henrietta Maria (1847–1927); gift 1868 med Ivor Bertie Guest, lord Wimborne (1835–1914)
- Lord Randolph Churchill (1849–1895) (1849–1895); gift 1874 med Jennie Jerome (1854–1921); föräldrar till bland andra den senare premiärministern Winston Churchill
- Lady Rosamond Jane Frances (1851–1920); gift 1877 med William Henry Fellowes, 2:e lord de Ramsey (1848–1925)
- Lady Fanny Octavia Louisa (1853–1904); gift 1873 med Edward Marjoribanks, 2:e baron Tweedmouth (1849–1909)
- Lady Anne Emily (1854–1923); gift 1874 med James Henry Robert Innes-Ker, 7:e hertig av Roxburghe (1839–1892)
- Lord Charles Ashley (1856–1858)
- Lord Augustus Robert (1858–1859)
- Lady Georgiana Elizabeth (1860–1906); gift 1883 med Richard George Penn Curzon, 4:e earl Howe (1861–1929)
- Lady Sarah Isabella Augusta (1865–1929); gift 1891 med Gordon Chesney Wilson (d. 1914)